# Sepiola birostrata
Sepiola birostrata е вид главоного от семейство Sepiolidae.

## Разпространение и местообитание
Видът е разпространен в Китай (Джъдзян, Дзянсу, Ляонин, Тиендзин, Фудзиен, Хъбей, Шандун и Шанхай), Провинции в КНР, Русия, Северна Корея, Тайван, Южна Корея и Япония (Кюшу, Рюкю, Хокайдо, Хоншу и Шикоку).
Среща се на дълбочина от 16,5 до 486 m, при температура на водата от 1,4 до 3,6 °C и соленост 33,3 – 34,1 ‰.